# Danh sách đĩa nhạc của Katy Perry
Ca sĩ người Mỹ Katy Perry đã phát hành 6 album phòng thu, một album trực tiếp, 6 đĩa mở rộng (EP), 34 đĩa đơn (bao gồm bốn đĩa đơn hợp tác) và 8 đĩa đơn quảng bá. Perry hiện đã bán được hơn 105 triệu đĩa đơn kỹ thuật số và 11 triệu album tại Hoa Kỳ. Cô cũng là nghệ sĩ có lượng đĩa đơn kỹ thuật số bán chạy thứ ba tại Hoa Kỳ theo Hiệp hội Công nghiệp Ghi âm Hoa Kỳ (RIAA). Trong suốt sự nghiệp của mình, Perry đã tiêu thụ hơn 18 triệu album và 125 triệu đĩa đơn trên toàn cầu. Cô hiện đang giữ kỷ lục nghệ sĩ có nhiều đĩa đơn tiêu thụ 5 triệu bản nhất ở Hoa Kỳ, với 6 đĩa đơn bao gồm: "Hot n Cold", "California Gurls", "Firework", "E.T.", "Roar" và "Dark Horse". Perry cũng giữ kỷ lục tương tự với số bài hát bán được 6 triệu bản, với ba bài hát —"Firework", "Roar" và "Dark Horse"—bán được hơn 6 triệu bản. Cả ba cũng nhận được chứng chỉ đĩa Kim cương từ RIAA, biến cô trở thành nghệ sĩ đầu tiên đạt thành tích này.
Ở tuổi 16, cô phát hành album nhạc Phúc âm cùng tên vào tháng 3 năm 2001 với tên thật của mình là Katy Hudson. Album này thất bại về mặt thương mại khi không lọt vào bảng xếp hạng ở bất cứ thị trường âm nhạc nào. Sau khi Perry ký hợp đồng với hãng đĩa Capitol Records vào tháng 4 năm 2007, cô phát hành album thứ hai One of the Boys vào tháng 6 năm 2008. Album cho ra các đĩa đơn "I Kissed a Girl" và "Hot n Cold" đều đứng đầu các bảng xếp hạng ở Áo, Canada, Đức và Thụy Sĩ, đồng thời giành được chứng nhận Bạch kim từ RIAA. Album lọt vào top 10 ở Hoa Kỳ, Áo, Canada, Pháp, Đức và Thụy Sĩ. Trong suốt năm 2009 và 2010, Perry góp giọng trong hai đĩa đơn hợp tác, gồm "Starstrukk" của 3OH!3 và "If We Ever Meet Again" của Timbaland. Cả hai đĩa đơn đều lọt vào top 10 ở Úc và Vương quốc Anh cũng như đứng đầu bảng xếp hạng ở New Zealand. Perry còn biểu diễn trong chương trình MTV Unplugged, album trực tiếp cùng tên được phát hành vào tháng 11 năm 2009.
Album phòng thu thứ ba của Perry, Teenage Dream ra mắt vào tháng 8 năm 2010 và đứng đầu các bảng xếp hạng tại Hoa Kỳ, Úc, Áo, Canada, New Zealand và Vương quốc Anh. Với các đĩa đơn "California Gurls", "Teenage Dream", "Firework", "E.T." và "Last Friday Night (T.G.I.F.)" đều nắm ngôi quán quân Billboard Hot 100, Perry trở thành người phụ nữ đầu tiên và là nghệ sĩ thứ hai sau Michael Jackson có 5 đĩa đơn quán quân tại Hoa Kỳ trong cùng một album. Album được tái bản vào năm 2012 với tên gọi Teenage Dream: The Complete Confection. Các đĩa đơn của album này là "Part of Me" và "Wide Awake" đều đạt vị trí đầu bảng ở Canada và New Zealand. Album phòng thu thứ tư của cô, Prism, được phát hành vào tháng 10 năm 2013. Prism đã trở thành một album thành công quốc tế, vọt lên vị trí đầu bảng xếp hạng tại Úc, Canada, New Zealand, Vương quốc Anh và Hoa Kỳ. Hai đĩa đơn "Roar" và "Dark Horse" đều giành ngôi đầu bảng tại Hoa Kỳ và Canada. Tại Vương quốc Anh, "Roar" cũng trở thành bài hát thứ hai của cô bán được hơn 1 triệu đơn vị sau "Firework". Ba năm sau, cô phát hành bài hát chủ đề cho Thế vận hội Mùa hè 2016 với tựa đề "Rise", đĩa đơn này đã mở màn tại vị trí quán quân tại Úc. Album phòng thu thứ năm của Perry có nhan đề Witness trình làng vào tháng 6 năm 2017. Witness tiếp tục đứng đầu các bảng xếp hạng tại Hoa Kỳ và Canada, album cũng cho ra mắt các đĩa đơn ăn khách "Chained to the Rhythm" - đạt vị trí số bốn trên Billboard Hot 100. Cùng vào năm đó, cô góp giọng trong bài hát "Feels" của Calvin Harris cùng Big Sean và Pharrell Williams - trích ra từ album Funk Wav Bounces Vol. 1, bài hát giành ngôi đầu bảng xếp hạng tại Vương quốc Anh. Năm 2018, cô phát hành đĩa đơn Giáng Sinh "Cozy Little Christmas". Nối tiếp sau đó là các đĩa đơn hợp tác, gồm "Con Calma (Remix)" (cùng Daddy Yankee và Snow) và "365" (cùng Zedd). Cô phát hành các đĩa đơn độc lập "Never Really Over", "Small Talk" và "Harleys in Hawaii" trong năm 2019. Smile phát hành nối tiếp vào một năm sau, vào tháng 8 năm 2020 và là album phòng thu thứ sáu của Perry. Perry hợp tác cùng Nintendo phát hành bài hát "Electric" - đĩa đơn mở đầu cho album kỷ niệm 25 năm thương hiệu Pokémon.

## Album

### Album phòng thu
| Tựa đề                                                                        | Chi tiết album | Vị trí cao nhất trên bảng xếp hạng | Vị trí cao nhất trên bảng xếp hạng | Vị trí cao nhất trên bảng xếp hạng | Vị trí cao nhất trên bảng xếp hạng | Vị trí cao nhất trên bảng xếp hạng | Vị trí cao nhất trên bảng xếp hạng | Vị trí cao nhất trên bảng xếp hạng | Vị trí cao nhất trên bảng xếp hạng | Vị trí cao nhất trên bảng xếp hạng | Vị trí cao nhất trên bảng xếp hạng | Doanh số                                                                                            | Chứng nhận |
| Tựa đề                                                                        | Chi tiết album | Mỹ                                 | Úc                                 | Áo                                 | Canada                             | Pháp                               | Đức                                | Ý                                  | New Zealand                        | Thụy Sĩ                            | Anh                                | Doanh số                                                                                            | Chứng nhận |
| ----------------------------------------------------------------------------- | --- | ---------------------------------- | ---------------------------------- | ---------------------------------- | ---------------------------------- | ---------------------------------- | ---------------------------------- | ---------------------------------- | ---------------------------------- | ---------------------------------- | ---------------------------------- | --------------------------------------------------------------------------------------------------- | --- |
| Katy Hudson                                                                   | - Phát hành: 6 tháng 3 năm 2001 - Hãng đĩa: Red Hill - Định dạng: CD, cassette                                       | —                                  | —                                  | —                                  | —                                  | —                                  | —                                  | —                                  | —                                  | —                                  | —                                  | - Thế giới: ~200                                                                                    | |
| One of the Boys                                                               | - Phát hành: 17 tháng 6 năm 2008 - Hãng đĩa: Capitol - Định dạng: LP, CD, tải kỹ thuật số                            | 9                                  | 11                                 | 6                                  | 6                                  | 10                                 | 7                                  | 23                                 | 17                                 | 6                                  | 11                                 | - Thế giới: 7,000,000 - Mỹ: 1,730,000 - Pháp: 200,000 - Anh: 700,261                                | - RIAA: Bạch kim - ARIA: 2× Bạch kim - BPI: 2× Bạch kim - BVMI: 3× Vàng - FIMI: Vàng - IFPI AUT: Bạch kim - IFPI SWI: Vàng - MC: 3× Bạch kim - RMNZ: Vàng - SNEP: 2× Bạch kim            |
| Teenage Dream                                                                 | - Phát hành: 24 tháng 8 năm 2010 - Hãng đĩa: Capitol - Định dạng: LP, CD, tải kỹ thuật số                            | 1                                  | 1                                  | 1                                  | 1                                  | 3                                  | 5                                  | 3                                  | 1                                  | 4                                  | 1                                  | - Thế giới: 6,000,000 - Mỹ: 3,100,000 - Canada: 376,000 - Pháp: 200,000 - Anh: 1,308,384            | - RIAA: 8× Bạch kim - ARIA: 4× Bạch kim - BPI: 5× Bạch kim - BVMI: Bạch kim - FIMI: Bạch kim - IFPI AUT: Vàng - IFPI SWI: Vàng - MC: 4× Bạch kim - RMNZ: 3× Bạch kim - SNEP: 2× Bạch kim |
| Prism                                                                         | - Phát hành: 18 tháng 10 năm 2013 - Hãng đĩa: Capitol - Định dạng: LP, CD, tải kỹ thuật số                           | 1                                  | 1                                  | 3                                  | 1                                  | 4                                  | 4                                  | 5                                  | 1                                  | 2                                  | 1                                  | - Thế giới: 4,000,000 - Mỹ: 1,740,000 - Úc: 179,000 - Canada: 40,000 - Pháp: 140,000 - Anh: 440,272 | - RIAA: 2× Bạch kim - ARIA: 5× Bạch kim - BPI: Bạch kim - BVMI: Vàng - FIMI: Bạch kim - IFPI AUT: 3× Bạch kim - IFPI SWI: Vàng - MC: 3× Bạch kim - RMNZ: 2× Bạch kim - SNEP: Bạch kim    |
| Witness                                                                       | - Phát hành: 9 tháng 6 năm 2017 - Hãng đĩa: Capitol - Định dạng: LP, CD, tải kỹ thuật số, phát trực tuyến            | 1                                  | 2                                  | 6                                  | 1                                  | 4                                  | 10                                 | 6                                  | 2                                  | 7                                  | 6                                  | - Thế giới: ~900,000 - Mỹ: 311,000 - Úc: 7,863 - Canada: 23,000 - Pháp: 30,000+ - Anh: ~60,000      | - ARIA: Vàng - BPI: Bạc - IFPI AUT: Vàng - MC: Bạch kim - SNEP: Vàng |
| Smile                                                                         | - Phát hành: 28 tháng 8 năm 2020 - Hãng đĩa: Capitol - Định dạng: LP, CD, cassette, tải kỹ thuật số, phát trực tuyến | 5                                  | 2                                  | 8                                  | 5                                  | 17                                 | 14                                 | 10                                 | 4                                  | 8                                  | 5                                  | - Mỹ: 67,000                                                                                        | |
| "—" Album không có mặt trên bảng xếp hạng hoặc không phát hành ở quốc gia đó. | |                                    |                                    |                                    |                                    |                                    |                                    |                                    |                                    |                                    |                                    | | |

### Tái phát hành
| Tựa đề                                 | Chi tiết album                                                                        | Vị trí cao nhất trên bảng xếp hạng | Vị trí cao nhất trên bảng xếp hạng | Vị trí cao nhất trên bảng xếp hạng | Vị trí cao nhất trên bảng xếp hạng | Vị trí cao nhất trên bảng xếp hạng | Vị trí cao nhất trên bảng xếp hạng | Vị trí cao nhất trên bảng xếp hạng | Vị trí cao nhất trên bảng xếp hạng | Vị trí cao nhất trên bảng xếp hạng | Vị trí cao nhất trên bảng xếp hạng | Doanh số              |
| Tựa đề                                 | Chi tiết album                                                                        | Mỹ                                 | Úc                                 | Bỉ (FL)                            | Bỉ (WA)                            | Phần Lan                           | Pháp                               | Hà Lan                             | New Zealand                        | Thụy Điển                          | Anh                                | Doanh số              |
| -------------------------------------- | ------------------------------------------------------------------------------------- | ---------------------------------- | ---------------------------------- | ---------------------------------- | ---------------------------------- | ---------------------------------- | ---------------------------------- | ---------------------------------- | ---------------------------------- | ---------------------------------- | ---------------------------------- | --------------------- |
| Teenage Dream: The Complete Confection | - Phát hành: 23 tháng 3 năm 2012 - Hãng đĩa: Capitol - Định dạng: CD, tải kỹ thuật số | 7                                  | 5                                  | 14                                 | 29                                 | 18                                 | 4                                  | 44                                 | 2                                  | 47                                 | 6                                  | - Thế giới: 1,000,000 |

### Album trực tiếp
| Tựa đề        | Chi tiết album                                                                              | Vị trí cao nhất | Vị trí cao nhất | Vị trí cao nhất | Doanh số     |
| Tựa đề        | Chi tiết album                                                                              | Mỹ              | Pháp            | Thụy Sĩ         | Doanh số     |
| ------------- | ------------------------------------------------------------------------------------------- | --------------- | --------------- | --------------- | ------------ |
| MTV Unplugged | - Phát hành: 17 tháng 11 năm 2009 - Hãng đĩa: Capitol - Định dạng: DVD, CD, tải kỹ thuật số | 168             | 192             | 82              | - Mỹ: 63,000 |

## Đĩa mở rộng
| Tựa đề                            | Chi tiết                                                                                              |
| --------------------------------- | --- |
| Ur So Gay                         | - Phát hành: 20 tháng 11 năm 2007 - Hãng đĩa: Capitol - Định dạng: Tải kỹ thuật số, CD                |
| The Hello Katy Australian Tour EP | - Phát hành: 7 tháng 8 năm 2009 - Hãng đĩa: Capitol - Định dạng: Tải kỹ thuật số                      |
| Camp Katy                         | - Phát hành: 15 tháng 10 năm 2020 - Hãng đĩa: Capitol - Định dạng: Tải kỹ thuật số, phát trực tuyến   |
| Scorpio SZN                       | - Phát hành: 26 tháng 10 năm 2020 - Hãng đĩa: Capitol - Định dạng: Tải kỹ thuật số, phát trực tuyến   |
| Empowered                         | - Phát hành: 3 tháng 11 năm 2020 - Hãng đĩa: Capitol - Định dạng: Tải kỹ thuật số, phát trực tuyến    |
| Cosmic Energy                     | - Phát hành: 18 tháng 12 năm 2020 - Hãng đĩa: Universal - Định dạng: Tải kỹ thuật số, phát trực tuyến |

## Đĩa đơn

### Với vai trò là nghệ sĩ chính
| Tựa đề                                                                          | Năm  | Vị trí cao nhất trên bảng xếp hạng | Vị trí cao nhất trên bảng xếp hạng | Vị trí cao nhất trên bảng xếp hạng | Vị trí cao nhất trên bảng xếp hạng | Vị trí cao nhất trên bảng xếp hạng | Vị trí cao nhất trên bảng xếp hạng | Vị trí cao nhất trên bảng xếp hạng | Vị trí cao nhất trên bảng xếp hạng | Vị trí cao nhất trên bảng xếp hạng | Vị trí cao nhất trên bảng xếp hạng | Doanh số                                                                               | Chứng nhận | Album                                  |
| Tựa đề                                                                          | Năm  | Mỹ                                 | Úc                                 | Áo                                 | Canada                             | Pháp                               | Đức                                | Ý                                  | New Zealand                        | Thụy Sĩ                            | Anh                                | Doanh số                                                                               | Chứng nhận | Album                                  |
| ------------------------------------------------------------------------------- | ---- | ---------------------------------- | ---------------------------------- | ---------------------------------- | ---------------------------------- | ---------------------------------- | ---------------------------------- | ---------------------------------- | ---------------------------------- | ---------------------------------- | ---------------------------------- | -------------------------------------------------------------------------------------- | --- | -------------------------------------- |
| "I Kissed a Girl"                                                               | 2008 | 1                                  | 1                                  | 1                                  | 1                                  | 5                                  | 1                                  | 1                                  | 1                                  | 1                                  | 1                                  | - Thế giới: 5,700,000 - Mỹ: 4,800,000 - Canada: 159,000 - Pháp: 160,000 - Anh: 706,000 | - RIAA: 6× Bạch kim - ARIA: 3× Bạch kim - BPI: Bạch kim - BVMI: 3× Vàng - FIMI: Vàng - IFPI AUT: Bạch kim - IFPI SWI: Bạch kim - MC: 7× Bạch kim - RMNZ: Bạch kim - SNEP: Vàng | One of the Boys                        |
| "Hot n Cold"                                                                    | 2008 | 3                                  | 4                                  | 1                                  | 1                                  | 10                                 | 1                                  | 2                                  | 5                                  | 1                                  | 4                                  | - Mỹ: 5,800,000 - Canada: 140,000 - Pháp: 150,000 - Anh: 680,494                       | - RIAA: 8× Bạch kim - ARIA: 5× Bạch kim - BPI: Bạch kim - BVMI: 3× Vàng - FIMI: Vàng - IFPI AUT: Bạch kim - IFPI SWI: Bạch kim - MC: 6× Bạch kim - RMNZ: Bạch kim              | One of the Boys                        |
| "Thinking of You"                                                               | 2009 | 29                                 | 34                                 | 18                                 | 24                                 | 11                                 | 19                                 | 14                                 | —                                  | 45                                 | 27                                 | - Mỹ: 1,100,000                                                                        | - RIAA: Bạch kim - BPI: Bạc - MC: Bạch kim | One of the Boys                        |
| "Waking Up in Vegas"                                                            | 2009 | 9                                  | 11                                 | 26                                 | 2                                  | —                                  | 33                                 | —                                  | 9                                  | 69                                 | 19                                 | - Mỹ: 2,300,000                                                                        | - RIAA: 2× Bạch kim - ARIA: Vàng - BPI: Bạc - MC: Bạch kim - RMNZ: Vàng | One of the Boys                        |
| "California Gurls" (hợp tác với Snoop Dogg)                                     | 2010 | 1                                  | 1                                  | 3                                  | 1                                  | 5                                  | 3                                  | 3                                  | 1                                  | 4                                  | 1                                  | - Thế giới: 6,700,000 - Mỹ: 5,900,000 - Pháp: 140,000 - Anh: 780,787                   | - RIAA: 8× Bạch kim - ARIA: 6× Bạch kim - BPI: Bạch kim - BVMI: Bạch kim - FIMI: Bạch kim - IFPI AUT: Bạch kim - IFPI SWI: Bạch kim - MC: 4× Bạch kim - RMNZ: 2× Bạch kim      | Teenage Dream                          |
| "Teenage Dream"                                                                 | 2010 | 1                                  | 2                                  | 2                                  | 2                                  | 75                                 | 6                                  | 9                                  | 1                                  | 8                                  | 2                                  | - Mỹ: 5,000,000 - Pháp: 70,000                                                         | - RIAA: 8x Bạch kim - ARIA: 6× Bạch kim - BPI: Bạch kim - BVMI: Vàng - FIMI: Vàng - IFPI AUT: Vàng - MC: 4× Bạch kim - RMNZ: Bạch kim                                          | Teenage Dream                          |
| "Firework"                                                                      | 2010 | 1                                  | 3                                  | 3                                  | 1                                  | 7                                  | 4                                  | 4                                  | 1                                  | 3                                  | 3                                  | - Mỹ: 7,400,000 - Pháp: 140,000 - Anh: 1,091,743                                       | - RIAA: 12x Bạch kim - ARIA: 8× Bạch kim - BPI: 2× Bạch kim - BVMI: Bạch kim - FIMI: 2× Bạch kim - IFPI AUT: Vàng - IFPI SWI: Vàng - MC: 6× Bạch kim - RMNZ: 2× Bạch kim       | Teenage Dream                          |
| "E.T." (hợp tác với Kanye West)                                                 | 2011 | 1                                  | 5                                  | 7                                  | 1                                  | 10                                 | 9                                  | 9                                  | 1                                  | 14                                 | 3                                  | - Mỹ: 6,000,000 - Pháp: 65,000                                                         | - RIAA: 8× Bạch kim - ARIA: 3× Bạch kim - BPI: Bạch kim - BVMI: Vàng - FIMI: Bạch kim - IFPI AUT: Vàng - MC: 4× Bạch kim - RMNZ: Bạch kim                                      | Teenage Dream                          |
| "Last Friday Night (T.G.I.F.)"                                                  | 2011 | 1                                  | 5                                  | 7                                  | 1                                  | 22                                 | 15                                 | 9                                  | 4                                  | 20                                 | 9                                  | - Mỹ: 3,800,000                                                                        | - RIAA: 6× Bạch kim - ARIA: 3× Bạch kim - BPI: Bạch kim - BVMI: Vàng - FIMI: Bạch kim - IFPI SWI: Vàng - MC: 4× Bạch kim - RMNZ: Bạch kim                                      | Teenage Dream                          |
| "The One That Got Away"                                                         | 2011 | 3                                  | 27                                 | 19                                 | 2                                  | 30                                 | 34                                 | 39                                 | 12                                 | 33                                 | 18                                 | - Mỹ: 2,800,000 - Anh: ~325,000                                                        | - RIAA: 4× Bạch kim - ARIA: 2× Bạch kim - BPI: Bạch kim - FIMI: Vàng - MC: 2× Bạch kim - RMNZ: Vàng                                                                            | Teenage Dream                          |
| "Part of Me"                                                                    | 2012 | 1                                  | 5                                  | 18                                 | 1                                  | 13                                 | 20                                 | 14                                 | 1                                  | 33                                 | 1                                  | - Mỹ: 2,900,000 - Anh: 79,079                                                          | - RIAA: 4× Bạch kim - ARIA: 3× Bạch kim - BPI: Bạch kim - FIMI: Vàng - MC: 3× Bạch kim - RMNZ: Bạch kim                                                                        | Teenage Dream: The Complete Confection |
| "Wide Awake"                                                                    | 2012 | 2                                  | 4                                  | 28                                 | 1                                  | 33                                 | 39                                 | 11                                 | 1                                  | 21                                 | 9                                  | - Mỹ: 3,500,000 - Anh: 325,000                                                         | - RIAA: 5× Bạch kim - ARIA: 6× Bạch kim - BPI: Vàng - FIMI: Bạch kim - MC: 3× Bạch kim - RMNZ: Bạch kim                                                                        | Teenage Dream: The Complete Confection |
| "Hummingbird Heartbeat"                                                         | 2012 | —                                  | —                                  | —                                  | —                                  | —                                  | —                                  | —                                  | —                                  | —                                  | —                                  |                                                                                        | | Teenage Dream                          |
| "Roar"                                                                          | 2013 | 1                                  | 1                                  | 1                                  | 1                                  | 5                                  | 2                                  | 4                                  | 1                                  | 3                                  | 1                                  | - Mỹ: 6,600,000 - Úc: 560,000 - Pháp: 105,000 - Anh: 1,112,787                         | - RIAA: Kim cương - ARIA: 11× Bạch kim - BPI: 3× Bạch kim - BVMI: 3× Vàng - FIMI: 2× Bạch kim - IFPI AUT: Bạch kim - MC: 9× Bạch kim - RMNZ: 4× Bạch kim                       | Prism                                  |
| "Unconditionally"                                                               | 2013 | 14                                 | 11                                 | 16                                 | 13                                 | 38                                 | 22                                 | 6                                  | 26                                 | 27                                 | 25                                 | - Mỹ: 1,300,000                                                                        | - RIAA: 2× Bạch kim - ARIA: Bạch kim - BPI: Bạc - BVMI: Vàng - FIMI: Bạch kim - MC: Bạch kim                                                                                   | Prism                                  |
| "Dark Horse" (hợp tác với Juicy J)                                              | 2013 | 1                                  | —                                  | 2                                  | 1                                  | 6                                  | 6                                  | 5                                  | 2                                  | 4                                  | 4                                  | - Thế giới: 13,200,000 - Mỹ: 6,400,000 - Canada: 391,000 - Pháp: 75,000 - Anh: 591,000 | - RIAA: Kim cương - BPI: 2× Bạch kim - BVMI: 3× Vàng - FIMI: 3× Bạch kim - MC: 7× Bạch kim - RMNZ: 2× Bạch kim                                                                 | Prism                                  |
| "Birthday"                                                                      | 2014 | 17                                 | 25                                 | 51                                 | 7                                  | 57                                 | 69                                 | 49                                 | 17                                 | —                                  | 22                                 | - Thế giới: 1,000,000                                                                  | - RIAA: Bạch kim - ARIA: Bạch kim - BPI: Bạc - FIMI: Vàng - MC: Bạch kim | Prism                                  |
| "This Is How We Do"                                                             | 2014 | 24                                 | 18                                 | 14                                 | 9                                  | 41                                 | 34                                 | 41                                 | 13                                 | 41                                 | 33                                 | - Mỹ: 520,885                                                                          | - RIAA: 2× Bạch kim - ARIA: Bạch kim - BPI: Bạc - FIMI: Vàng - MC: Bạch kim | Prism                                  |
| "Rise"                                                                          | 2016 | 11                                 | 1                                  | 23                                 | 13                                 | 3                                  | 39                                 | 51                                 | 26                                 | 15                                 | 25                                 | - Mỹ: 137,000 - Anh: 22,497                                                            | - RIAA: Bạch kim - ARIA: Vàng - FIMI: Vàng | Đĩa đơn không album                    |
| "Chained to the Rhythm" (hợp tác với Skip Marley)                               | 2017 | 4                                  | 4                                  | 7                                  | 3                                  | 3                                  | 6                                  | 10                                 | 8                                  | 6                                  | 5                                  | - Thế giới: 700,000 - Mỹ: 542,648 - Canada: 114,799 - Pháp: 41,100 - Đức: 88,669       | - RIAA: 2× Bạch kim - ARIA: 2× Bạch kim - BPI: Bạch kim - BVMI: Vàng - FIMI: 2× Bạch kim - MC: 3× Bạch kim - RMNZ: Vàng - SNEP: Bạch kim                                       | Witness                                |
| "Bon Appétit" (hợp tác với Migos)                                               | 2017 | 59                                 | 35                                 | 64                                 | 14                                 | 9                                  | 47                                 | 48                                 | —                                  | 36                                 | 37                                 | - Mỹ: 50,259 - Úc: 4,358                                                               | - RIAA: Vàng - ARIA: Vàng - BPI: Bạc - FIMI: Bạch kim - MC: Vàng - SNEP: Vàng                                                                                                  | Witness                                |
| "Swish Swish" (hợp tác với Nicki Minaj)                                         | 2017 | 46                                 | 22                                 | 69                                 | 13                                 | 24                                 | 76                                 | 73                                 | —                                  | 46                                 | 19                                 | - Mỹ: 165,288                                                                          | - RIAA: Bạch kim - ARIA: Bạch kim - BPI: Bạch kim - BVMI: Vàng - FIMI: Vàng - MC: Bạch kim - SNEP: Vàng                                                                        | Witness                                |
| "Save as Draft"                                                                 | 2017 | —                                  | —                                  | —                                  | —                                  | —                                  | —                                  | —                                  | —                                  | —                                  | —                                  |                                                                                        | | Witness                                |
| "Hey Hey Hey"                                                                   | 2018 | —                                  | —                                  | —                                  | —                                  | —                                  | —                                  | —                                  | —                                  | —                                  | —                                  |                                                                                        | | Witness                                |
| "Cozy Little Christmas"                                                         | 2018 | 53                                 | —                                  | —                                  | —                                  | —                                  | 47                                 | —                                  | —                                  | —                                  | 22                                 |                                                                                        | - RIAA: Vàng - BPI: Bạc | Đĩa đơn không albums                   |
| "365" (với Zedd)                                                                | 2019 | 86                                 | 38                                 | 70                                 | 52                                 | 129                                | 72                                 | 68                                 | —                                  | 59                                 | 37                                 |                                                                                        | - MC: Vàng | Đĩa đơn không albums                   |
| "Con Calma (Remix)" (với Daddy Yankee hợp tác cùng Snow)                        | 2019 | 22                                 | —                                  | —                                  | 6                                  | —                                  | —                                  | —                                  | —                                  | —                                  | 66                                 |                                                                                        | - RIAA: 15× Bạch kim (Latin) - BPI: Bạc | Đĩa đơn không albums                   |
| "Never Really Over"                                                             | 2019 | 15                                 | 7                                  | 29                                 | 7                                  | 102                                | 47                                 | 32                                 | 14                                 | 21                                 | 12                                 |                                                                                        | - RIAA: Bạch kim - ARIA: Bạch kim - BPI: Vàng - FIMI: Vàng - MC: Vàng | Smile                                  |
| "Small Talk"                                                                    | 2019 | 81                                 | 33                                 | —                                  | 56                                 | —                                  | —                                  | —                                  | —                                  | 91                                 | 43                                 |                                                                                        | - ARIA: Vàng | Đĩa đơn không album                    |
| "Harleys in Hawaii"                                                             | 2019 | —                                  | 36                                 | —                                  | 71                                 | —                                  | —                                  | —                                  | —                                  | 72                                 | 45                                 |                                                                                        | | Smile                                  |
| "Never Worn White"                                                              | 2020 | —                                  | 79                                 | —                                  | 95                                 | —                                  | —                                  | —                                  | —                                  | —                                  | 97                                 |                                                                                        | | Đĩa đơn không album                    |
| "Daisies"                                                                       | 2020 | 40                                 | 37                                 | 64                                 | 37                                 | —                                  | —                                  | 70                                 | —                                  | 57                                 | 37                                 |                                                                                        | - MC: Vàng | Smile                                  |
| "Smile"                                                                         | 2020 | —                                  | —                                  | —                                  | —                                  | —                                  | —                                  | —                                  | —                                  | —                                  | 73                                 |                                                                                        | | Smile                                  |
| "Not the End of the World"                                                      | 2020 | —                                  | —                                  | —                                  | —                                  | —                                  | —                                  | —                                  | —                                  | —                                  | —                                  |                                                                                        | | Smile                                  |
| "Electric"                                                                      | 2021 | —                                  | —                                  | —                                  | 97                                 | —                                  | —                                  | —                                  | —                                  | —                                  | —                                  |                                                                                        | | Pokémon 25: The Album                  |
| "—" Bài hát không có mặt trên bảng xếp hạng hoặc không phát hành ở quốc gia đó. |      |                                    |                                    |                                    |                                    |                                    |                                    |                                    |                                    |                                    |                                    |                                                                                        | |                                        |

### Với vai trò là nghệ sĩ hợp tác
| Tựa đề                                                                          | Năm  | Vị trí cao nhất trên bảng xếp hạng | Vị trí cao nhất trên bảng xếp hạng | Vị trí cao nhất trên bảng xếp hạng | Vị trí cao nhất trên bảng xếp hạng | Vị trí cao nhất trên bảng xếp hạng | Vị trí cao nhất trên bảng xếp hạng | Vị trí cao nhất trên bảng xếp hạng | Vị trí cao nhất trên bảng xếp hạng | Vị trí cao nhất trên bảng xếp hạng | Vị trí cao nhất trên bảng xếp hạng | Doanh số                      | Chứng nhận | Album                   |
| Tựa đề                                                                          | Năm  | Mỹ                                 | Úc                                 | Áo                                 | Bỉ (FL)                            | Bỉ (WA)                            | Canada                             | Đan Mạch                           | New Zealand                        | Thụy Sĩ                            | Anh                                | Doanh số                      | Chứng nhận | Album                   |
| ------------------------------------------------------------------------------- | ---- | ---------------------------------- | ---------------------------------- | ---------------------------------- | ---------------------------------- | ---------------------------------- | ---------------------------------- | ---------------------------------- | ---------------------------------- | ---------------------------------- | ---------------------------------- | ----------------------------- | --- | ----------------------- |
| "Starstruckk" (3OH!3 hợp tác với Katy Perry)                                    | 2009 | 66                                 | 4                                  | 48                                 | 21                                 | 2                                  | 31                                 | 39                                 | 16                                 | 55                                 | 3                                  | - Anh: 580,000                | - RIAA: Bạch kim - ARIA: 2× Bạch kim - BPI: Bạch kim - RMNZ: Vàng                                                                                    | Want                    |
| "If We Ever Meet Again" (Timbaland hợp tác với Katy Perry)                      | 2009 | 37                                 | 9                                  | 10                                 | 12                                 | 8                                  | 4                                  | 22                                 | 1                                  | 19                                 | 3                                  | - Pháp: 85,000 - Anh: 434,000 | - ARIA: Bạch kim - BPI: Bạch kim - FIMI: Vàng - IFPI SWI: Vàng - MC: 2× Bạch kim - RMNZ: Bạch kim                                                    | Shock Value II          |
| "Who You Love" (John Mayer hợp tác với Katy Perry)                              | 2013 | 48                                 | 83                                 | —                                  | —                                  | —                                  | 70                                 | —                                  | —                                  | —                                  | —                                  |                               | - RIAA: Vàng | Paradise Valley         |
| "Feels" (Calvin Harris hợp tác với Pharrell Williams, Katy Perry và Big Sean)   | 2017 | 20                                 | 3                                  | 5                                  | 3                                  | 1                                  | 5                                  | 4                                  | 3                                  | 18                                 | 1                                  | - Mỹ: 335,460 - Pháp: 41,000  | - RIAA: 2x Bạch kim - ARIA: 4× Bạch kim - BEA: Bạch kim - BPI: 2× Bạch kim - GLF: 2× Bạch kim - IFPI AUT: Vàng - IFPI DEN: Bạch kim - RMNZ: Bạch kim | Funk Wav Bounces Vol. 1 |
| "—" Bài hát không có mặt trên bảng xếp hạng hoặc không phát hành ở quốc gia đó. |      |                                    |                                    |                                    |                                    |                                    |                                    |                                    |                                    |                                    |                                    |                               | |                         |

## Đĩa đơn quảng bá
| Tựa đề                                                                          | Năm  | Vị trí cao nhất trên bảng xếp hạng | Vị trí cao nhất trên bảng xếp hạng | Vị trí cao nhất trên bảng xếp hạng | Vị trí cao nhất trên bảng xếp hạng | Vị trí cao nhất trên bảng xếp hạng | Vị trí cao nhất trên bảng xếp hạng | Vị trí cao nhất trên bảng xếp hạng | Vị trí cao nhất trên bảng xếp hạng | Vị trí cao nhất trên bảng xếp hạng | Vị trí cao nhất trên bảng xếp hạng | Doanh số      | Chứng nhận       | Album               |
| Tựa đề                                                                          | Năm  | Mỹ                                 | Áo                                 | Bỉ (FL)                            | Bỉ (WA)                            | Canada                             | Nga                                | Pháp                               | Ý                                  | New Zealand                        | Anh                                | Doanh số      | Chứng nhận       | Album               |
| ------------------------------------------------------------------------------- | ---- | ---------------------------------- | ---------------------------------- | ---------------------------------- | ---------------------------------- | ---------------------------------- | ---------------------------------- | ---------------------------------- | ---------------------------------- | ---------------------------------- | ---------------------------------- | ------------- | ---------------- | ------------------- |
| "Ur So Gay"                                                                     | 2007 | —                                  | —                                  | —                                  | —                                  | —                                  | —                                  | —                                  | —                                  | —                                  | —                                  |               | - RIAA: Vàng     | One of the Boys     |
| "Not Like the Movies"                                                           | 2010 | 53                                 | —                                  | —                                  | —                                  | 41                                 | —                                  | —                                  | —                                  | —                                  | —                                  |               | - RIAA: Vàng     | Teenage Dream       |
| "Circle the Drain"                                                              | 2010 | 58                                 | —                                  | —                                  | —                                  | 30                                 | —                                  | —                                  | —                                  | 36                                 | —                                  |               |                  | Teenage Dream       |
| "Peacock"                                                                       | 2012 | —                                  | —                                  | —                                  | —                                  | 56                                 | —                                  | —                                  | —                                  | —                                  | 125                                | - Mỹ: 643,000 | - RIAA: Bạch kim | Teenage Dream       |
| "Walking on Air"                                                                | 2013 | 34                                 | 35                                 | 44                                 | 30                                 | 12                                 | 189                                | 25                                 | 20                                 | 12                                 | 80                                 | - Mỹ: 150,000 |                  | Prism               |
| "Every Day Is a Holiday"                                                        | 2015 | —                                  | —                                  | —                                  | —                                  | —                                  | —                                  | —                                  | —                                  | —                                  | —                                  |               |                  | Bài hát không album |
| "Roulette"                                                                      | 2017 | —                                  | —                                  | —                                  | —                                  | —                                  | 18                                 | —                                  | —                                  | —                                  | —                                  |               |                  | Witness             |
| "What Makes a Woman"                                                            | 2020 | —                                  | —                                  | —                                  | —                                  | —                                  | —                                  | —                                  | —                                  | —                                  | —                                  |               |                  | Smile               |
| "Cry About It Later"                                                            | 2020 | —                                  | —                                  | —                                  | —                                  | —                                  | 739                                | —                                  | —                                  | —                                  | —                                  |               |                  | Smile               |
| "Resilient (Tiësto Remix)" (hợp tác với Aitana)                                 | 2020 | —                                  | —                                  | —                                  | —                                  | —                                  | —                                  | —                                  | —                                  | —                                  | —                                  |               |                  | Bài hát không album |
| "Cry About It Later (Remix)" (hợp tác với Luísa Sonza và Bruno Martini)         | 2021 | —                                  | —                                  | —                                  | —                                  | —                                  | —                                  | —                                  | —                                  | —                                  | —                                  |               |                  | Bài hát không album |
| "—" Bài hát không có mặt trên bảng xếp hạng hoặc không phát hành ở quốc gia đó. |      |                                    |                                    |                                    |                                    |                                    |                                    |                                    |                                    |                                    |                                    |               |                  |                     |

## Các bài hát được xếp hạng khác
| "One of the Boys"                                                               | 2008 | —  | 40 | —  | —   | —   | —  | —   |                   | - ARIA: Vàng | One of the Boys                        |
| "If You Can Afford Me"                                                          | 2008 | —  | —  | —  | —   | —   | 28 | —   |                   |              | One of the Boys                        |
| "Dressin' Up"                                                                   | 2012 | —  | —  | —  | —   | —   | —  | 109 |                   |              | Teenage Dream: The Complete Confection |
| "Tommie Sunshine's Megasix Smash-Up"                                            | 2012 | —  | —  | —  | —   | —   | —  | 183 |                   |              | Teenage Dream: The Complete Confection |
| "Legendary Lovers"                                                              | 2013 | —  | —  | —  | —   | 69  | 33 | —   | - Hàn Quốc: 2,330 |              | Prism                                  |
| "International Smile"                                                           | 2013 | —  | —  | —  | —   | 76  | —  | —   | - Hàn Quốc: 2,112 |              | Prism                                  |
| "Ghost"                                                                         | 2013 | —  | —  | —  | —   | 100 | —  | —   | - Hàn Quốc: 1,916 |              | Prism                                  |
| "Love Me"                                                                       | 2013 | —  | —  | —  | —   | 86  | —  | —   | - Hàn Quốc: 2,007 |              | Prism                                  |
| "This Moment"                                                                   | 2013 | —  | —  | —  | —   | 82  | —  | —   | - Hàn Quốc: 2,044 |              | Prism                                  |
| "Double Rainbow"                                                                | 2013 | —  | —  | —  | —   | 111 | —  | —   | - Hàn Quốc: 1,838 |              | Prism                                  |
| "By the Grace of God"                                                           | 2013 | 10 | —  | 70 | —   | 77  | —  | 179 | - Hàn Quốc: 2,104 |              | Prism                                  |
| "Spiritual"                                                                     | 2013 | —  | —  | —  | —   | 127 | —  | —   | - Hàn Quốc: 1,655 |              | Prism                                  |
| "It Takes Two"                                                                  | 2013 | —  | —  | —  | —   | 114 | —  | 180 | - Hàn Quốc: 1,809 |              | Prism                                  |
| "Choose Your Battles"                                                           | 2013 | —  | —  | —  | —   | 136 | —  | —   | - Hàn Quốc: 1,587 |              | Prism                                  |
| "Witness"                                                                       | 2017 | —  | —  | —  | 165 | —   | —  | —   |                   |              | Witness                                |
| "—" Bài hát không có mặt trên bảng xếp hạng hoặc không phát hành ở quốc gia đó. |      |    |    |    |     |     |    |     |                   |              |                                        |